# Ordine del Verbo Incarnato e del Santissimo Sacramento
L'Ordine del Verbo Incarnato e del Santissimo Sacramento è una congregazione monastica femminile di diritto pontificio.

## Storia

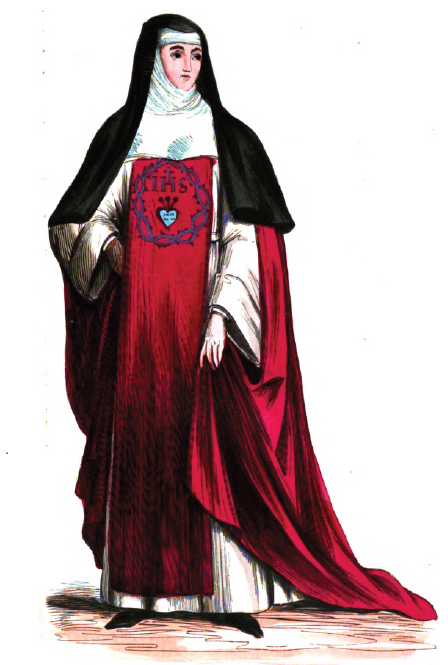
L'abito delle monache dell'ordine

Le origini dell'ordine risalgono al 1625, quando Jeanne Chézard de Matel (1596-1670), con il permesso dell'arcivescovo di Lione Denis-Simon de Marquemont, aprì un educandato a Roanne e organizzò una comunità di religiose insegnanti per gestirlo.
Nel 1627 la comunità si trasferì a Lione: però Alphonse-Louis du Plessis de Richelieu, il nuovo arcivescovo di Lione, negò il suo sostegno all'istituto della Chézard de Matel e la fondatrice nel 1639 spostò il centro della sua opera ad Avignone, dove ottenne l'appoggio dei gesuiti.
Dopo i monasteri di Lione e Avignone, sorsero case a Grenoble (1643) e Parigi (1644).
Le costituzioni definitive delle monache del Verbo Incarnato, basate sulla regola di sant'Agostino, vennero pubblicate nel 1662: esse stabilivano che il fine dell'istituto era l'educazione delle fanciulle e sancivano l'autonomia di ogni monastero.
Nel 1668 la fondatrice, che non era ancora diventata monaca, ottenne dal legato pontificio, il cardinale Luigi di Vendôme, il permesso di emettere i voti senza aver compiuto il noviziato.
L'abito era costituito da tunica bianca, cintura, calzature e mantello rossi e scapolare rosso con il simbolo dell'ordine (monogramma di Cristo e Cuore di Gesù iscritti in una corona di spine) ricamato in seta blu.
Negli anni successivi, vennero fondati monasteri con educandati annessi a Sarrians (1683), Orange (1687), Roquemaure e Anduze (1697).

## Diffusione dell'ordine
Le monache vennero disperse durante la rivoluzione francese. L'ordine venne restaurato a Azerables nel 1816 e nel 1853 venne aperta una casa anche a Brownsville, nel Texas, dando inizio alla diffusione dell'ordine nelle Americhe; dopo le leggi anticongregazioniste del 1902, sopravvissero in Francia solo i tre monasteri di Lione, Azerables ed Évaux-les-Bains.
Nelle Americhe le comunità monastiche, per poter gestire meglio le scuole parrocchiali e aprirsi all'apostolato missionario, iniziarono a unirsi in congregazioni religiose a regime centralizzato: il primo istituto a sorgere fu, nel 1929, quello delle religiose del Verbo Incarnato di Città del Messico. Seguirono quelli di Bellaire, Corpus Christi, Victoria e Guadalajara.
Alla fine del 2008 i monasteri sui iuris dell'ordine erano 6 e le monache 126.